# Jaffna (schiereiland)
Jaffna (Singalees: Yāpanaya; Tamil: Yā̮lppāṇam) is een schiereiland in het gelijknamige district Jaffna in het uiterste noorden van Sri Lanka. Het schiereiland is door middel van de dijk Olifantenpas met de rest van Sri Lanka verbonden en valt onder de Noordelijke Provincie. Het gebied is van strategisch belang voor de Tamil Tijgers die al decennialang vechten voor een eigen staat in het noorden van Sri Lanka.

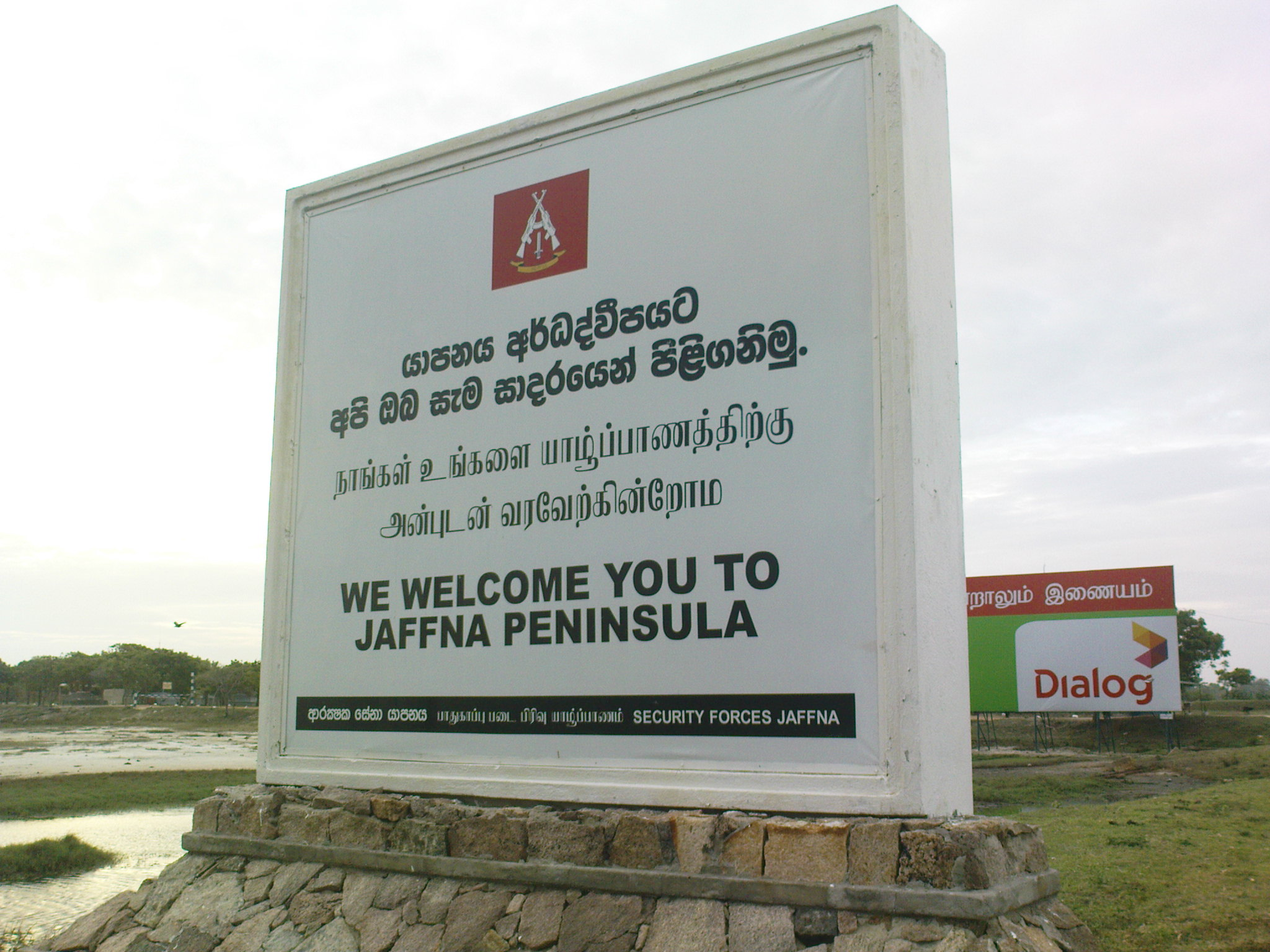
Begin van het Jaffna schiereiland

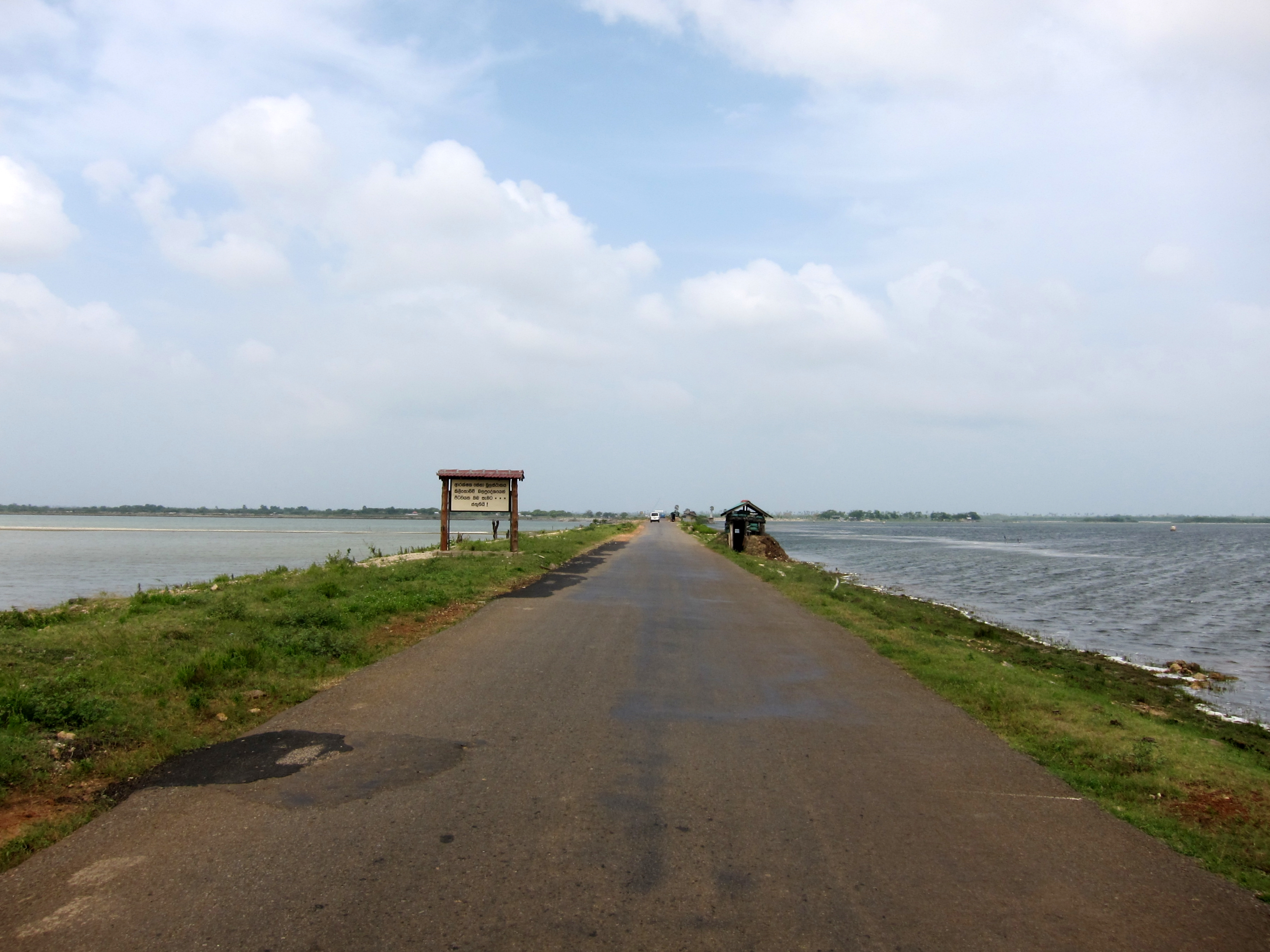
Olifantenpas